# Lucknow (Distrikt)
Der Distrikt Lucknow (Hindi लखनऊ जिला, Urdu ضلع لکھنؤ) ist ein Distrikt des nordindischen Bundesstaats Uttar Pradesh. Verwaltungs- und Wirtschaftszentrum ist die ca. 3 Millionen Einwohner zählende Stadt Lucknow (auch Lakhnau).

## Geographie
Der Distrikt Lucknow grenzt im Südwesten an den Distrikt Unnao, im Nordwesten an den Distrikt Hardoi; im Norden wird der Distrikt begrenzt durch den Distrikt Sitapur; im Nordosten grenzt der Distrikt Barabanki an und im Südosten der Distrikt Raebareli.
Der zu etwa 75 % ländliche Distrikt Lucknow gliedert sich in vier Verwaltungsbezirke (Tehsils oder Subdivisions): Bakshi Ka Talab, Lucknow, Malihabad und Mohanlalganj mit insgesamt etwa 800 Dörfern und – neben der Millionenstadt Lucknow – nur drei mittelgroßen Städten: Bakshi Ka Talab (ca. 55.000), Kakori (ca. 22.000) und Malihabad (ca. 20.000).
Der Distrikt Lucknow gehört zur äußerst fruchtbaren Region Avadh (oder Oudh) in der Gangesebene; er liegt in Höhen von ca. 100 bis 150 m. Die durchschnittlichen jährlichen Niederschlagsmengen liegen bei ca. 1000 mm/Jahr, wovon jedoch ca. 90 % auf die sommerlichen Monsunmonate entfallen.

## Bevölkerung
Infolge des anhaltenden Bevölkerungswachstums in weiten Teilen Nordindiens und durch Zuwanderung ist die Einwohnerzahl des Distrikts in den letzten Jahrzehnten enorm angestiegen:
| Jahr      | 1991      | 2001      | 2011      |
| Einwohner | 2.762.801 | 3.647.834 | 4.589.838 |

Hindus dominieren in den Dörfern auf dem Lande (etwa 90 %); etwa 30 % der städtischen Bevölkerung sind Moslems. In der Dekade zwischen 2001 und 2011 wuchs die Bevölkerung um gut 25 % auf etwa 3,65 Millionen an, wobei der männliche Bevölkerungsanteil den weiblichen deutlich übersteigt. Nur ca. ein Drittel der Bevölkerung lebt in den Dörfern auf dem Lande; ein Fünftel der Menschen (zumeist Frauen) gelten als Analphabeten. Man spricht Awadhi, eine Mischung aus Hindi und Urdu.

## Wirtschaft

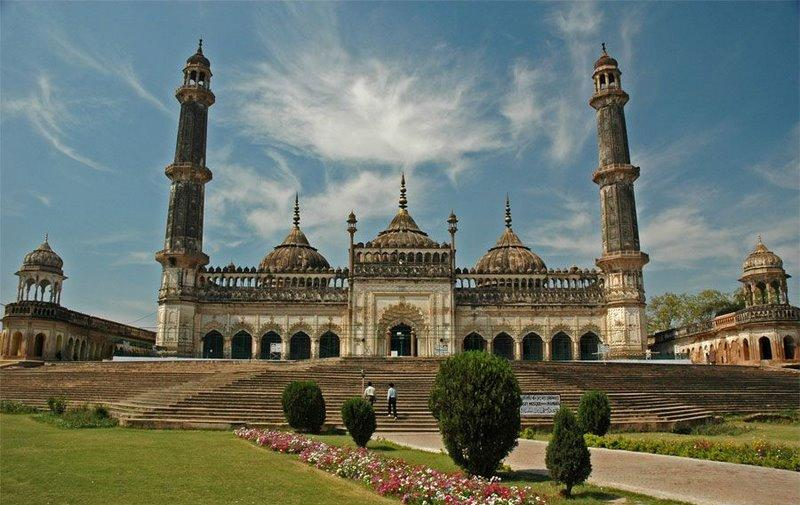
Lucknow – Asfi-Masjid (um 1790)

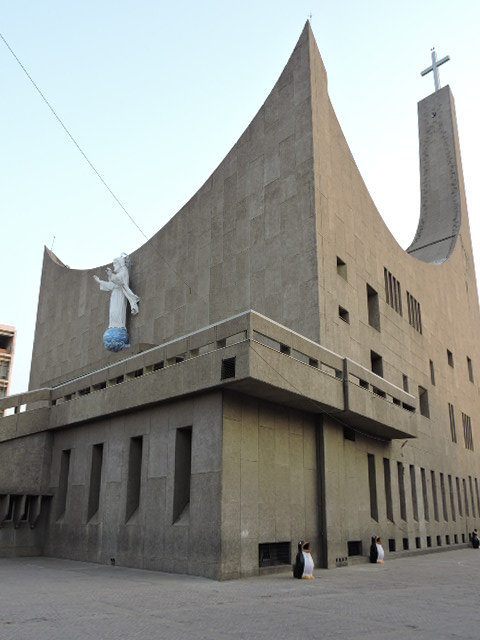
Lucknow – Kathedrale (um 1980)

Der Distrikt Lucknow ist noch immer in sehr hohem Maße landwirtschaftlich geprägt, wobei auch Wanderarbeiter bis in die heutige Zeit eine nicht unwichtige Rolle spielen. Die Millionenstadt Lucknow ist dagegen ein Industriezentrum; hier gibt es auch kleinere und größere Geschäfte sowie Handwerksbetriebe, Banken, Hospitäler und weiterführende Schulen. Die meisten Dörfer sind über Buslinien an das regionale Verkehrsnetz angeschlossen; mehrere überregionale Bahnstrecken kreuzen sich in Lucknow.

## Geschichte
Die Region um Lucknow gehörte zum antiken Kosala-Reich sowie zum Maurya-Reich und zum Guptareich, doch fehlen archäologisch verwertbare Spuren aus dieser Zeit. In islamischer Zeit herrschte zunächst das Sultanat von Delhi (seit 1206), von dem sich im Jahr 1394 das Sultanat von Jaunpur ablöste. Nach der Schlacht von Panipat (1526) fielen große Teile Nordindiens an das Mogulreich, das die Region Avadh (auch Oudh) in den Rang einer Provinz erhob. Nach dem Tode Aurangzebs (1707) dauerte es noch 15 Jahre bis sich die Region mit der Hauptstadt Faizabad vom immer schwächer werdenden Mogulreich löste. Wenig später verlagerte der erste Nizam von Oudh die Hauptstadt seines Reiches nach Lucknow, das vom zweiten Nizam Safdarjung (reg. 1739–1754) ausgebaut wurde. Ab dem Jahr 1856 stand das Gebiet unter britische Kontrolle. Nach der Unabhängigkeit Indiens (1947) bzw. nach der Gebietsreform des Jahres 1956 kam der Distrikt zum damals neu geschaffenen Bundesstaat Uttar Pradesh.

## Sehenswürdigkeiten
Die größtenteils aus Schwemmland bestehende Region um Lucknow verfügt weder über antike noch über mittelalterliche Bauten oder Skulpturen. Die erhaltenen Bauten stammen somit beinahe ausschließlich aus islamischer Zeit und haben – wie auch die Bauten der Mogul-Architektur – eine verkleidete Ziegelsteinstruktur; sie konzentrieren sich in Lucknow und hier vor allem im Bara-Imambara-Komplex.